# ويل هيرميس
ويل هيرميس (بالإنجليزية: Will Hermes)‏ هو ناقد موسيقي وكاتب وصحفي أمريكي، ولد في 27 ديسمبر 1960.

## وصلات خارجية
- ويل هيرميس على موقع ميوزك برينز (الإنجليزية)